# 尤漢邦
尤漢邦（英語：Yau Hon-pong，1984年9月10日—），前香港黃大仙區議會翠竹及鵬程選區議員，目前定居英國。

## 相關事件
尤漢邦曾任《壹週刊》記者，曾在雨傘革命時被控襲警，但由於三名警員證供大相逕庭，尤獲判無罪兼獲得訟費。

### 防暴警察在富山邨內驅散事件
2020年2月12日晚上8時，有網民發起黃大仙「斧山一日遊」行動，反對東九龍普通科門診診所作指定診所。近百人之後沿斧山道前往診所期間被警員攔截，並舉起藍旗，警告遊行人士參與未經通知的遊行。之後有人用磚頭、垃圾桶、木板等雜物堵塞蒲崗村道，警員到場清理。到晚上10時許，大批防暴警員進入富山邨平台以及富仁樓、富信樓住所範圍內搜查多名市民。事件至少5名男子拘捕，包括時為黃大仙區議員的尤漢邦。

## 離港
尤在2021年7月辭去黃大仙區議員後六日便離開香港，但沒有透露前往的地點。

## 參與區議會選舉
2019年11月24日，尤漢邦首度參與區議會選舉，在翠竹及鵬程選區以4,087票，擊敗得3,838票的陳英，和得476票的沈喜明，成功當選。

### 歷屆選舉結果
| 政党   | 政党   | 候选人    | 票数  | %     | ±      |
| ------ | ------ | --------- | ----- | ----- | ------ |
|        | 獨立   | ①. 尤漢邦 | 4,087 | 48.65 | 不適用 |
|        | 無黨派 | ②. 陳英   | 3,838 | 45.68 | -6.74  |
|        | 獨立   | ③. 沈喜明 | 476   | 5.67  | 不適用 |
| 多数票 | 多数票 | 多数票    | 249   | 2.97  |        |

## 外部連結
- 翠竹及鵬程 尤漢邦專頁（页面存档备份，存于）
- 黃大仙區議會 - 黃大仙區議會議員資料 尤漢邦先生（页面存档备份，存于）

| 議會席位    | 議會席位                                                      | 議會席位 |
| ----------- | ------------------------------------------------------------- | -------- |
| 前任： 陳英 | 黃大仙區議會 翠竹及鵬程選區區議員 2020年1月1日 — 2021年7月8日 | 空缺     |